# 季正益
季正益（1929年—），男，江苏松江（今属上海）人，中国通信工程技术专家，曾任北京市电信管理局总工程师、高级工程师。